# Saint-Martin-de-Brômes
Saint-Martin-de-Brômes – miejscowość i gmina we Francji, w regionie Prowansja-Alpy-Lazurowe Wybrzeże, w departamencie Alpy Górnej Prowansji.

## Demografia
Według danych na rok 1990 gminę zamieszkiwało 339 osób, a gęstość zaludnienia wynosiła 16 osób/km². W styczniu 2015 r. Saint-Martin-de-Brômes zamieszkiwało 568 osób, przy gęstości zaludnienia wynoszącej 26,8 osób/km².